# Fuoco!
Fuoco! è un film del 1968 diretto da Gian Vittorio Baldi.
Il film fu presentato alla 29ª Mostra del cinema di Venezia.
Un folto gruppo di intellettuali italiani firmò un telegramma di protesta che fu inviato al Ministero del Turismo e dello Spettacolo per protestare contro la mancata assegnazione al film del Premio di Qualità. Pier Paolo Pasolini ne inviò uno anche a titolo personale.

## Trama
In un imprecisato paese d'Italia, Mario si è asserragliato dentro casa assieme a Lidia e a una bambina, armato fino ai denti, per ragioni che non verranno rese note durante il film. All'interno della casa, il cadavere di un'anziana donna, la cui identità non verrà rivelata, ma che probabilmente, come si evince dalle poche parole pronunciate da Lidia, è stata uccisa dallo stesso Mario. Fuori dalla casa, uno spiegamento di carabinieri appostati sui tetti delle case circostanti coi fucili spianati, e fuori dalla casa un carabiniere che tenterà incessantemente di convincere Mario ad arrendersi, usando la bonomia ma anche l'inganno, e al quale è affidata gran parte dei dialoghi del film. All'interno della casa, infatti, Mario e Lidia, pur interagendo fisicamente anche con le percosse, praticamente non scambiano parola, mentre la bambina piange spesso.
Mario, alla fine, inspiegabilmente si arrende e consegna la bambina e se stesso ai carabinieri: ma prima spara a Lidia che nel frattempo si è addormentata, presumibilmente per via di una limonata drogata passata allo stesso Mario dal Carabiniere.

## Riconoscimenti
- Festival di Hyères
  - Gran premio della giuria

## Curiosità
- Il film è interamente girato nel piccolo comune di Capranica
- Le riprese avvennero seguendo l'ordine cronologico degli eventi della pellicola.
- Il titolo originale del film era Viva la Madonna, successivamente venne cambiato in Umano meno umano prima del titolo definitivo.[2]